# Mächtig viel Theater
Mächtig viel Theater ist ein 1998 bei Intercord erschienenes Musikalbum der Gruppe Pur. Mit über einer Million Exemplaren gehört das Album zu den meistverkauften Musikalben in Deutschland.

## Entstehung und Veröffentlichung
Nach dem Album Abenteuerland und der folgenden Tournee zogen sich die Mitglieder von Pur zunächst ins Privatleben zurück; Hartmut Engler wurde während der Pause zum ersten Mal Vater. Die Arbeit am neuen Album Mächtig viel Theater begann im Oktober 1996 und dauerte bis November 1997. Am 17. November 1997 wurde die erste Single des Albums, Wenn du da bist, vorausgekoppelt. Sie erreichte Platz 6 der deutschen Singlecharts, verkaufte sich bis Januar 1998 mehr als 250.000 Mal und erhielt eine Goldene Schallplatte. Es war die erste Single der Gruppe, die eine Goldene Schallplatte erhielt.
Mächtig viel Theater wurde am 19. Januar 1998 veröffentlicht und erreichte sofort Platz 1 der deutschen Album-Charts. Es war das elfte Album der Gruppe. Bis Anfang März 1998 wurden 750.000 Exemplare von Mächtig viel Theater verkauft.
In den Liedtexten setzt sich Hartmut Engler unter anderem mit seinem Privatleben auseinander und reflektiert seine neue Vaterrolle (Wenn du da bist, Kleiner Prinz). Von der Kritik als außergewöhnlich hervorgehoben wurden vor allem zwei Lieder: Kinder sind tabu behandelt das Thema Kindesmissbrauch. Mit den Einnahmen aus dem Lied unterstützte Pur verschiedene Organisationen, die sexuell missbrauchten Kinder hilft, darunter den Verein Dunkelziffer. Zu Ich will raus hier über Autismus wurde Hartmut Engler unter anderem durch Birger Sellins Buch Ich will kein Inmich mehr sein inspiriert; vor der Album-Veröffentlichung kam es zudem zu einem Treffen mit Sellin.
Ab März 1998 gingen Pur auf Album-Tournee und traten dabei unter anderem auch in Basel und Zürich auf. Begleitet wurde die Gruppe auf der Tour von David Hanselmann (Gesang), Martin Ansel (Gitarre) und Martin Stoeck (Schlagzeug). Die Tour endete im August 1998, wobei die Gruppe 69 Konzerte vor rund 900.000 Besuchern gegeben hatte. Im Februar 1999 erschien schließlich das Konzertvideo Mächtig viel Theater – Das Video zur Tour.

## Titelliste
1. Wenn du da bist – 5:05
2. Treib mich weiter – 5:29
3. Mach es nochmal – 4:21
4. Kinder sind tabu – 4:48
5. Merlin’s Pummelflug – 0:47
6. Königin – 4:43
7. Allein vor dem Spiegel – 4:57
8. Endlich ich – 4:10
9. Gib sie her – 6:10
10. Kleiner Prinz – 5:04
11. Mächtig viel Theater – 5:12
12. Kowalski 6 – 0:34
13. Der Dumme – 4:06
14. Ich will raus hier – 6:39
15. Geweint vor Glück – 3:52

2002 Digitally Remastered Rerelease von EMI / Universal Music
1. Aus 2 mach 3 – 1:26
2. Geistüberfall – 4:24
3. Audio-Kommentar Mächtig Viel Theater – 5:35

## Rezeption

### Kriktiken
„[A]m erfolgreichen Konzept haben die beiden Hauptverantwortlichen, der Keyboarder Ingo Reidl und Hartmut Engler, wohlweislich nichts verändert“, so gäbe es beispielsweise „typische Pur-Liebeslieder“, schrieb die Stuttgarter Zeitung. Auch die Sächsische Zeitung befand, dass Pur das neue Album „nach bewährtem Rezept kreiert [hat]. Ein großer Löffel Ohrwurmqualität, eine Prise Sozialkritik und eine Messerspitze Jugenderinnerungen bereiten dem musikverwöhnten Feinschmecker natürlich keinen Genuß.“ Geboten werden „gute[r], gängige[r] Pop und Texte… von Liebe, fehlendem Mut, Freund- und Feindschaft.“ „Ihrem Konzept, die oftmals kitschigen Texte mit ausgefeilten Radiomelodien zu kombinieren, bleiben Pur auch auf ihrer neuen Platte treu“, konstatierte die Sonntagszeitung.
„Die Songs auf ‚Maechtig viel Theater‘ (Intercord) sind, wie man das von PUR gewohnt ist, absolut dicht am wirklichen Leben“, befand die Frankfurter Neue Presse. Für die Saarbrücker Zeitung war Mächtig viel Theater „im Vergleich zur Vorgänger-Scheibe ‚Abenteuerland‘ noch um einiges rockiger geworden. Ein abwechslungsreiches Album, das in jede CD-Sammlung gehört!“.

### Preise
Pur wurde für Mächtig viel Theater 1999 für einen Echo in der Kategorie „Gruppe des Jahres national“ nominiert.

## Kommerzieller Erfolg

### Chartplatzierungen
| ChartsChartplatzierungen | Höchstplatzierung | Wochen |
| ------------------------ | ----------------- | ------ |
| Deutschland (GfK)        | 1 (48 Wo.)        | 48     |
| Österreich (Ö3)          | 22 (11 Wo.)       | 11     |
| Schweiz (IFPI)           | 3 (17 Wo.)        | 17     |

| ChartsJahrescharts (1998) | Platzierung |
| ------------------------- | ----------- |
| Deutschland (GfK)         | 6           |
| Schweiz (IFPI)            | 36          |

### Auszeichnungen für Musikverkäufe
Mächtig viel Theater verkaufte sich in Deutschland über eine Million Mal und erreichte Doppel-Platin. Für mehr als 100.000 verkaufte Einheiten erhielt sie zudem ebenfalls Doppel-Platin in der Schweiz.
| Land/Region        | Auszeichnungen für Musikverkäufe (Land/Region, Auszeichnung, Verkäufe) | Verkäufe  |
| ------------------ | ---------------------------------------------------------------------- | --------- |
| Deutschland (BVMI) | 2× Platin                                                              | 1.000.000 |
| Schweiz (IFPI)     | 2× Platin                                                              | 100.000   |
| Insgesamt          | 4× Platin ·                                                            | 1.100.000 |